# 恶毒的声音
《恶毒的声音》（精確拼音：Suara Berbisa）是荷属东印度友联影业于1941年推出的一部黑白电影。这部电影由胡（R Hu）执导，华裔商人翁福林监制，佐约普拉诺托（Djojopranoto）担任编剧，由拉登·苏加诺（Raden Soekarno）、拉特纳·朱维达（Ratna Djoewita）、乌江（Oedjang）和苏哈娜（Soehaena）主演。影片讲述两个年轻男子为一个女人而竞争，最后发现对方是失散多年的兄弟。
《恶毒的声音》于1941年9月至10月间拍摄，以格朗章配乐为特色，有部分场景在西爪哇拍摄。该电影配合开斋节假期发布，适合全年龄段。广告强调这部电影对土著和荷兰观众皆具有吸引力，《东印度报》（De Indische Courant）的一篇评论文章对该片持积极态度。这部电影是友联影业的倒数第二部电影。尽管该电影在1949年仍有上映，但现在很可能已经散失。

## 情节
一位名叫米特拉（Mitra）的年轻运动员和他的恋人嫩·玛蒂娜（Neng Mardinah）将要举行婚礼。然而，一个名叫马佐汉（Mardjohan）的年轻人爱上了玛蒂娜，为了赢得她的心，他散布谣言称米特拉是一个罪犯的儿子。米特拉因此放弃了城市和他的爱人，希望在乡村过上平静的生活。
米特拉在乡村一家工厂找到了工作，而这家工厂恰巧是马佐汉的。他拒绝了一名工人的求爱，并离开了工厂。有一天，米特拉偶然遇到马佐汉在一次事故后严重受伤，于是救下了马佐汉，并带他去治疗。马佐汉的母亲看到米特拉时，相信他就是她走失时仅有三岁的儿子。她找到了几个证人，指出了外貌相似之处，并最终证明了她的猜想。与此同时，米特拉洗清污名，并与玛蒂娜团聚。

## 生产
《恶毒的声音》是友联影业的第六部作品，由翁福林监制，华裔导演胡执导，后者自1940年以来一直在该公司工作。峇峇娘惹录音师文金南担任助理导演。电影剧本由佐约普拉诺托（Djojopranoto）撰写，他取代了在1941年完成《女人與鬥士》后离开友联，跳槽至竞争对手公司星辰影业（Star Film）的编剧沙伦（Saeroen）。这部电影于1941年9月开始生产，到10月已接近完成。  
该电影由拉登·苏加诺和拉特纳·朱维达主演，演员乌江和苏哈娜亦在该片出演。苏加诺和苏哈娜第一次出演友联影业的电影，而乌江和朱维达之前就已经为友联出演过。乌江自1940年友联首部电影《微笑的面具》以来一直为友联演出，而朱维达之前出演过《女人與鬥士》。《恶毒的声音》的配乐包含了几首格朗章歌曲，有部分场景在西爪哇的勃良安地区拍摄。

## 发布和反响
友联影业宣布《恶毒的声音》将于开斋节假期（1941年10月22日开始）期间发布， 并将于11月上旬在苏门答腊北部的棉兰放映。 然而，泗水版的《东印度报》表示，这部电影1942年1月14日才在东爪哇省首映。该报纸对电影给予了积极评价，称其为一部紧张的电影，充满幽默感和美丽风景。评论的结尾处建议年轻人和他们的父母观看这部电影。  
这部电影适合所有年龄段的观众。为了吸引受过良好教育的观众，友联声称该电影“重视对话，并尽可能根据印度尼西亚人民的需求安排对话”。荷兰语报纸宣传该电影为“一个有趣的、令人着迷的土著体育世界中两个年轻人的故事”，但是以“文明”的方式制作出来，以便欧洲观众欣赏。   

## 后续
友联影业的最后一部作品《美加本浓》由文金南执导，并于1942年初发行。该电影由苏加诺与新人索菲亚蒂（Sofiati）共同出演。1942年3月日本占领印度尼西亚之后，该公司关闭，且除苏加诺外大部分员工未能重返电影界，前者直到1970年代仍出演电影，但他通常以伦德拉·卡诺（Rendra Karno）之名演出。  
直到1949年2月，《恶毒的声音》仍有放映。但这部电影很可能已经散佚。荷属东印度的电影胶卷以非常易燃的硝化纤维制成，1952年印尼國家電影製片廠的仓库发生大火，在大火中该仓库储藏的用硝化纤维制成的旧胶片全部被焚毁。因此，美国视觉人类学家卡尔·G·海德推论，所有在1950年前制作的印尼电影均已散失。不过，J·B·克里斯坦托（J.B. Kristanto）在《印尼电影目录》中表示，印尼电影资料馆收录了几部荷属东印度电影，使之得以流传。米斯巴赫·尤萨·比兰还指出荷兰政府新闻处收藏了几部日本宣传电影，并使之留存至今。 

## 备注
1. ↑  格朗章是一种受到葡萄牙音乐影响的印尼传统音乐，在当时很受下层土著欢迎。
2. ↑  从《世界舞台与电影》（Pertjatoeran Doenia dan Film）摘要中得出。 (Pertjatoeran Doenia dan Film 1941, "Soeara Berbisa"，第29頁).
3. ↑  原文为：“... moelai memperhatikan dialoognja, diatoer sebaik-baiknja dengan memperhatikan kemaoean penonton bangsa Indonesia. ”
4. ↑  原文为：“Een interessant en boeiend verhaal over de liefde van twee jonge menschen in de Inheemsche sportwereld. ”
5. ↑  原文为：“Een productie, beschaafd zoowel in scenario als in spel, waardoor zij ook voor Europeesche begrippen niet stuitend is. ”

## 脚注
1. ↑  Biran 2009; Filmindonesia.or.id, Soeara Berbisa
2. ↑  Pertjatoeran Doenia dan Film 1941a, "Studio Nieuws".
3. ↑  Pertjatoeran Doenia dan Film 1941b, "Studio Nieuws".
4. 1 2 3  Pertjatoeran Doenia dan Film 1941, "Soeara Berbisa".
5. ↑  Filmindonesia.or.id, Oedjang; Filmindonesia.or.id, Ratna Djoewita
6. 1 2 3  De Indische Courant 1942, "Filmnieuws".
7. ↑  De Sumatra Post 1941, (untitled).
8. 1 2  Soerabaijasch Handelsblad 1942, (untitled).
9. ↑  Biran 2009; Pertjatoeran Doenia dan Film 1941, "Tirai Terbentang"
10. ↑  Biran 1979.
11. ↑  Pelita Rakjat 1949, (untitled).
12. ↑  Biran 2012.
13. ↑  Heider 1991.
14. ↑  Biran 2009.